# ويل إنجي
ويل إنجي (29 نوفمبر 1907 في المملكة المتحدة - 18 مارس 1991 في المملكة المتحدة) (بالإنجليزية: Will Inge)‏ هو لاعب كريكت بريطاني (وحمل سابقاً جنسية المملكة المتحدة لبريطانيا العظمى وأيرلندا). لعب مع المقاطعات الوطنية للكريكيت الإنجليزي والويلزي ‏ وOxfordshire County Cricket Club ‏ ونادي الكريكت في جامعة أكسفورد ‏.

## وصلات خارجية
- ويل إنجي على موقع إي آس بي آن كريك إنفو (الإنجليزية)